# Паустовський Костянтин Георгійович
Костянти́н Гео́ргійович Паусто́вський (рос. Константин Георгиевич Паустовский; 19 (31) травня 1892, Москва, Російська імперія — 14 липня 1968, Москва, Російська РФСР, СРСР) — російський-радянський письменник.

## Життєпис

### Походження
Прадід Костянтина, Григорій Паустовський-Сагайдачний після зруйнування Запорізької Січі у 1775 році поселився у селі Городище. Окрім того, він отримав дворянство, а також прийняв католицтво. Дядько Костянтина Георгійовича, Ілля Максимович (†1932), працював учителем у селі й заснував школу у своєму родовому маєтку. Сам Паустовський писав лише російською мовою. Під час відвідування Києва Микола II запитав гімназиста Паустовського, чи він малорос, на що той відповів «так». Серед предків письменника були українці, поляки, росіяни та турки. Мати письменника, Марія Григорівна (1858—1934), походить із православного українського шляхетського роду Височанських гербу Сас. Мамин брат, улюблений дядько малого Кості — Юзек (Йосиф Григорович Височанський) — генерал-майор царської армії, воював на стороні бурів в англо-бурській війні, нащадок козацького полковника Семена Височана. З його слів: «„Универсал“ и печать остались у нас в семье от гетмана Сагайдачного, нашего отдаленного предка. Отец посмеивался над своим „гетманским происхождением“ и любил говорить, что наши деды и прадеды пахали землю и были самыми обыкновенными терпеливыми хлеборобами, хотя и считались потомками запорожских казаков.»

### Перші роки
Костянтин Георгійович Паустовський народився 19 (31) травня 1892 року в Москві у сім'ї відставного унтер-офіцера, залізничного статистика Георгія Максимовича Паустовського (1862—1912). Після декількох переїздів 1898 року сім'я оселилася в Києві на Анненковській (Лютеранській) вулиці, 33. Пізніше Паустовські переїхали на Святославську вулицю, 9, з 1905 мешкали на Микільсько-Ботанічній, 13 (будинок не зберігся).
1904 року Костянтин почав учитися в Першій київській гімназії. У дитинстві Костянтин багато часу проводив у дідовому маєтку, що містився в селі Городище біля Білої Церкви, де встановлена пам'ятна дошка письменнику.
| Городище та Черкаси — свята, а гімназія — будні |

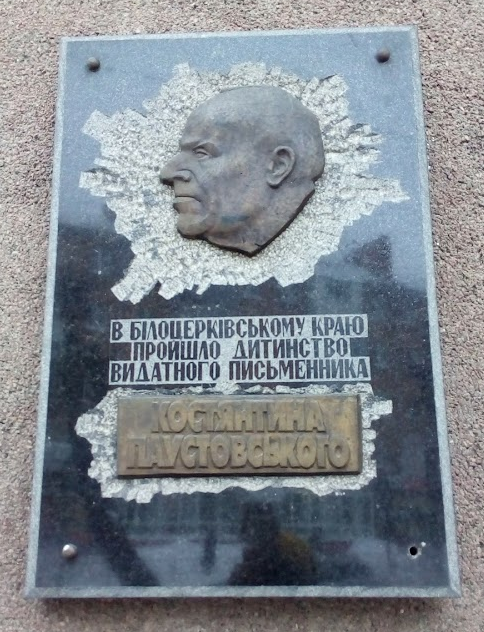
Пам'ятна дошка в Білій Церкві

| Я вырос на Украине. Мои родные со стороны отца говорили только по-украински. С детства я полюбил певучий, гибкий, легкий, бесконечно богатый образами и интонациями украинский язык |

Під час навчання Костянтина Паустовського в шостому класі (осінь 1908) батько покинув сім'ю, через що хлопець мусив сам заробляти собі на навчання репетиторством. Його старший брат оселився окремо, а мати з Костянтином і ще двома дітьми, Галиною і Вадимом, переїхала на Велику Підвальну вулицю, 9.
Після розпаду сім'ї Костянтин деякий час мешкав у свого дядька (материного брата) Миколи Григоровича Височанського в Брянську. Повернувся до Києва в 1909 році, за сприяння викладачів відновився в гімназії, оселився спочатку в Дикому провулку (нині — Студентська вулиця), а пізніше — на Лук'янівці (Багговутівська вулиця, 9, будинок не зберігся), у своєї бабусі Вікентії Іванівни в її флігелі.
Під кінець навчання в гімназії, 1912 року, Паустовський написав своє перше оповідання «На воді» (рос. На воде), надруковане в місцевому альманасі «Огни». Того ж року помер і батько письменника. По закінченні гімназії (1912) Костянтин вступив до Київського університету Святого Володимира на фізико-математичний факультет, однак наступного року перевівся на історико-філологічний факультет. Згодом перейшов на юридичний факультет Московського університету.
У зв'язку з початком Першої світової війни перервав навчання й почав працювати водієм трамвая, а згодом — на санітарному поїзді. Через якийсь час, після смерті на війні двох своїх старших братів, Бориса та Вадима (загинули в один день 1915 року на різних фронтах), Паустовський повернувся до Москви, де тоді мешкали його мати Марія Григорівна та старша сестра Галина Георгіївна Паустовська (1886—1936).
У наступні кілька років Костянтин працював на металургійних заводах Юзівки та Катеринослава, на котельному заводі в Таганрозі. У 1916 році Паустовський навіть займався рибальством у рибальській артілі на Азовському морі. Перебуваючи в Таганрозі, письменник розпочав свій перший роман «Романтики», над яким працював наступні сім років, а опублікував ще через дванадцять, 1935 року.
Тікаючи від влади комуністів після Жовтневого перевороту, переїжджає в Україну, де бере участь у боях проти військ Петлюри у лавах Сердюцького полку гетьмана Скоропадського під Пущею-Водицею. У 1918 мешкав у Києві на Несторівській вулиці, 31, кв. 3 (нині — вулиця Івана Франка, 33).
У 1918—1919 рр. працював коректором у редакції газети «Киевская мысль».
У жовтні 1919 р. переїхав до Одеси, де працював у газеті «Моряк».
З лютого 1922 р. працював у газетах Грузії та Закавказзя.
Від 1923 — співробітник газети «На вахте» (Москва).
У 1924–1929 рр. служив редактором у Російському телеграфному агентстві.
У 1930-ті рр. працював кореспондентом газети «Правда», журналів «30 дней» і «Наши достижения»
У 1941—1942 рр. був військовим кореспондентом ТАРС на Південному фронті, публікувався в газеті «Красной звезде» та фронтових газетах. В евакуації працював у «Совинформбюро». Згодом повернувся до Москви, займався літературною працею.

Під час хрущовської «відлиги» активно виступав за реабілітацію репресованих письменників. 

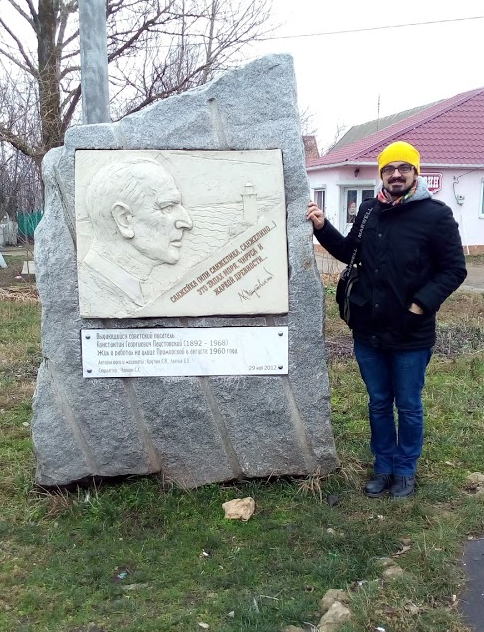
Пам'ятник Паустовському в селі Санжійка

Працював у с. Санжійка в 1960 році.

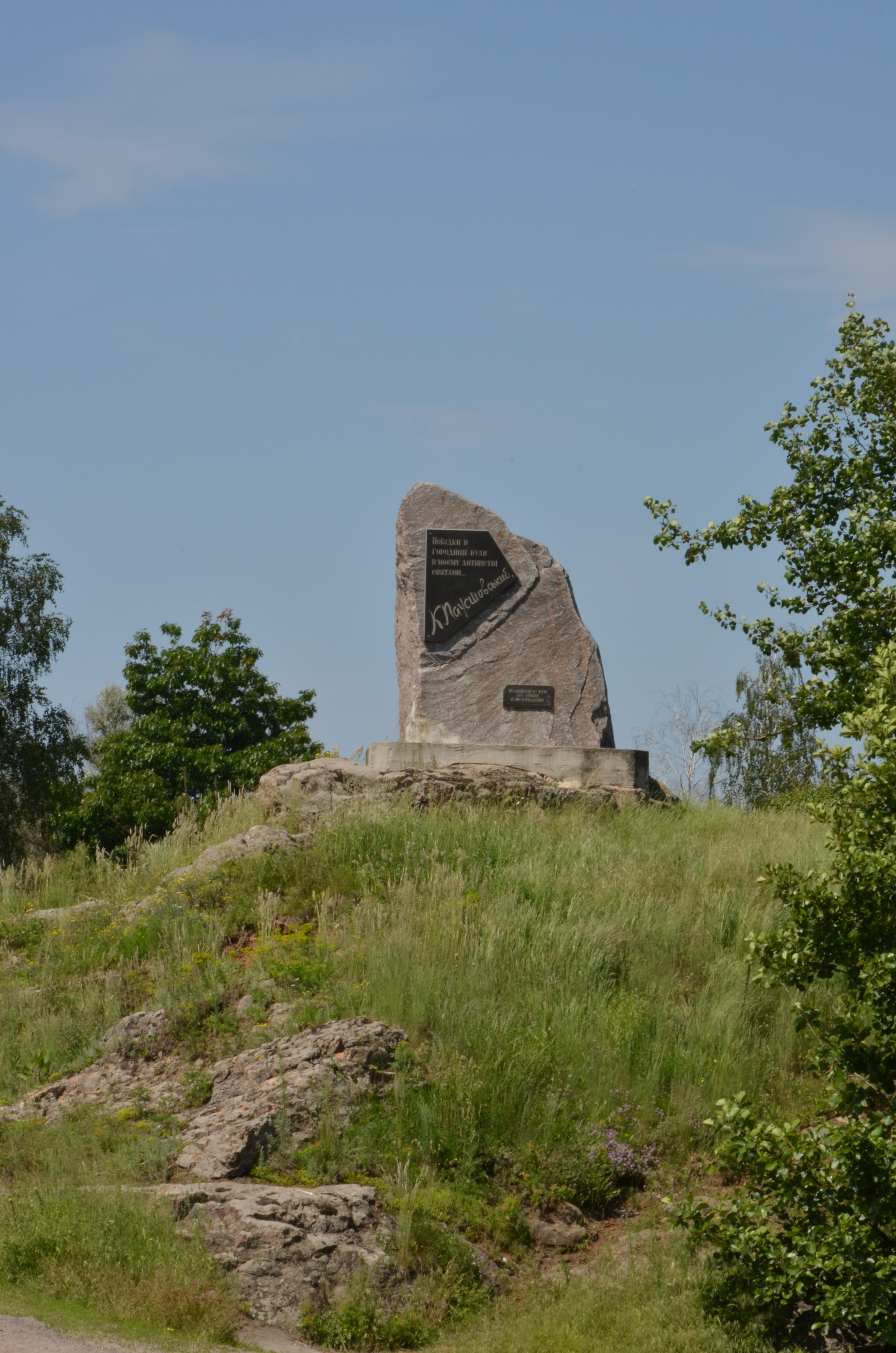
Городище, пам'ятник Костянтину Паустовському на острові Паустовського

Помер у Москві, похований у місті Таруса.

## Вшанування пам'яті
- Астероїд 5269 Паустовський
- Одеський музей Костянтина Паустовського
- Шкільний музей Костянтина Паустовського у селі Пилипча, діє з 1988 року.
- Будинок-музей Костянтина Паустовського в місті Старий Крим.
- Київський музей К. Г. Паустовського (школа № 135, вулиця Тимофіївська (колишня вулиця Михайла Коцюбинського, 12б)[10]
- У селі Городище на острові, де був маєток його батька, встановлено пам'ятник Костянтину Паустовському.

### Збірки оповідань

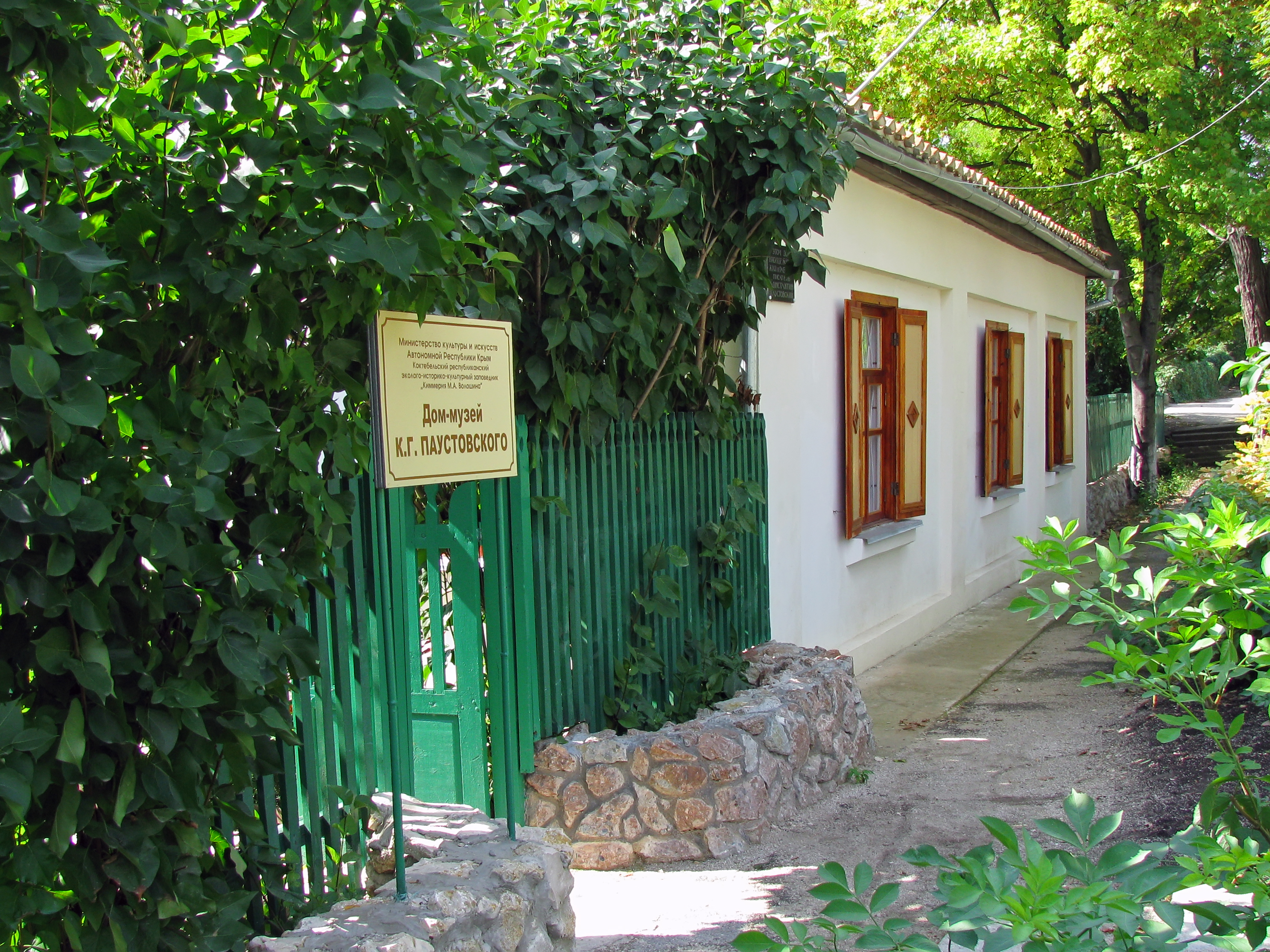
Музей К. Паустовського, смт Старий Крим

- Морські накиди (1925)
- Мінетоза (1927)
- Зустрічні кораблі (1928)

### Романи та повісті
- Сяючі хмари (1929)
- Кара-Бугаз (1932)
- Доля Шарля Лонсевіля (1933)
- Колхіда (1934)
- Чорне море (1936)
- Сузір'я Гончих Псів (1937)
- Літні дні (1937)
- Північна повість (1938)
- Мещорська сторона (1939)
- Пожильці старого будинку (1941)
- Повість про ліси (1948)
- Золота троянда (1955)

### Біографічні повісті
- Ісак Левітан (1937)
- Орест Кипренський (1937)
- Тарас Шевченко (1939)

### Автобіографія (Повість про життя)
- Далекі роки (1945)
- Бентежна юність (1955)
- Початок невідомого століття (1957)
- Час великих очікувань (1959)
- Кидок на Південь (1960)
- Книга блукань (1963)

### П'єси
- Поручик Лермонтов (1940)
- Наш сучасник (Пушкін) (1949)

### Екранізації
- Північна повість (1960)

### Переклади творів українською
- Кара-Бугаз. — Харків-Одеса, 1934.
- Колхіда. — Харків-Одеса, 1935.
- Щастя. — Київ, 1947.
- Стальний перстень. — Київ, 1953.
- Скарб. — Київ, 1955.
- Золота троянда. — Київ "Молодь" 1957 (пер.Павло Таран)
- Літні дні. — Київ, 1960.
- Повість про життя. — Київ, 1961.
- Приворотне зілля (збірка). — Київ " Дніпро" 1970 (пер.Надія Орлова). Містить оповідання: 1. Музика Верді  2. Михайловські гаї  3. Орест Кіпренський  4. Мещорська сторона  5. Жовте світло  6. Струмки, де хлюпощеться форель  7. Струна  8. Бриз  9. Дощовий світанок  10. Пізня весна  11. Телеграма  12. Приморозок  13. У глибині Росії  14. Маша  15. Шипшина  16. Розливи річок  17. приворотне зілля  18. Сімферопольський швидкий  19. Як народилось оповідання  20. По той бік райдуги  21. Кошик з ялиновими шишками  22. Казкар (Крістіан Андерсен)  23. Старий у потертій шинелі  24. Юрба на набережній  25. Скороминущий Париж  26. Ніко Піросманшвілі  27. Солов'їне царство  28. Іллінський вир  29. Вілла Боргезе
- Струна. — Київ "Музична Україна" 1980. (пер.Надія Орлова) Містить оповідання: 1. Старий кухар  2. Кошик з ялиновими шишками  3. Рипучі мостини . Розділ "Повісті про ліси"  4. Музика Верді  5. Короткі зустрічі  6. Струна
- Кіт-злодюга  — Київ "Веселка" 1981. (пер.Микита Шумило)
- Далекі літа — Київ "Молодь" 1983 (пер.Олена Пархомовська)
- Тарас Шевченко. — Київ, 2014.

## Паустовський про Українську революцію 1917 р
|  | Я їхав через Київ. Він, так само як і Москва, клекотав на мітингах. Тільки замість «долой!» і «ура!» тут кричали «геть!» і «слава!», а замість Марсельєзи співали «Заповіт» Шевченка і «Ще не вмерла Україна». |